# Kostel Boha Milosrdného otce
Kostel Boha Milosrdného otce (it. Chiesa di Dio Padre Misericordioso), známý též jako Jubilejní kostel byl na přelomu tisíciletí postaven na východním okraji Říma. Vybudován byl podle návrhu amerického architekta Richarda Meiera.
Kostel, který si někdejší papež Jan Pavel II. přál jako vzpomínku na jubilejní rok 2000, byl za jeho účasti slavnostně otevřen v roce 2003, tedy tři roky po plánovaném dokončení.

## Popis kostela
Stavbě kostela, odkazující tvarem lodi na církev, vévodí tři bílé plachty. Symbolizují Nejsvětější Trojici, přičemž největší z nich má představovat Boží ochranu nad křesťanskou společností. Plachty tvoří prefabrikované skořepiny o výšce 17–27 m, kvůli nimž jsou stavbou propleteny kilometry ocelových táhel.
Ve tvaru lodě je zhotoven i oltář, který je umístěn atypicky na západě.
Východní a západní stěna kostela i strop jsou prosklené, přesto do něj nesvítí přímé sluneční paprsky. Děje se tak pouze v letním odpoledni, kdy malým oknem nad presbytářem proniká dovnitř svazek paprsků osvětlující kříž.
Ve zvonici se nachází pět ručně odlitých zvonů, které jsou věnovány všem kontinentům s výjimkou Antarktidy.
1. zvon je věnován Evropě a zasvěcen Panně Marii.
2. zvon je věnován Americe a zasvěcen sv. Petru a Pavlovi, patronům Říma.
3. zvon je věnován Africe a zasvěcen sv. Karlu Boromejskému na počest Jana Pavla II., jehož křestní jméno bylo Karol.
4. zvon je věnován Oceánii a zasvěcen sv. Cyrilu Alexandrijskému a sv. Tomáši Akvinskému.
5. zvon je věnován Asii a zasvěcen byl sv. Františku Xaverskému a sv. Terezii Ježíškově – patronům misií.

Meierův návrh podoby kostela vyšel vítězně z vyzvané soutěže, ve které mu konkurovali např. Tadao Andó, Santiago Calatrava, Peter Eisenman, Frank Gehry nebo Günter Behnisch.

## Beton, který údajně čistí vzduch
Kostel byl postaven ze speciálního betonu. Kromě 2600 tun carrarského mramoru, které do něj byly přidány pro dosažení jasně bílé barvy, do něj totiž byly přimíchány i částice oxidu titaničitého. Působením světla (fotokatalýzou) by tak mělo docházet ke dvěma efektům: beton by měl jednak aktivně bránit usazování znečišťujících látek, a tím ztrátě bílé barvy, jednak přispívat ke snižování koncentrace škodlivých látek v ovzduší (technologie TX Active). Někteří odborníci na životní prostředí jsou však ke schopnosti nového typu betonu účinně snižovat znečištění skeptičtí.